# Wilfried Sühl-Strohmenger
Wilfried Sühl-Strohmenger (* 26. September 1950 in St. Michaelisdonn) ist ein deutscher Pädagoge und Bibliothekar.

## Leben und Wirken
Wilfried Sühl-Strohmenger studierte Pädagogik, Politikwissenschaft, Germanistik und Geschichte. Nach seinem Staatsexamen für den höheren Schuldienst 1979 promovierte er 1983 an der Universität Freiburg/Br. im Fach Pädagogik. Als Bibliotheksreferendar an der Universitätsbibliothek Freiburg/Br. trat er 1984 in die Ausbildung für den höheren Bibliotheksdienst ein und legte die Fachprüfung hierfür 1986 an der Fachhochschule für Bibliotheks- und Dokumentationswesen in Köln ab. Von 1986 bis zum Eintritt in den Ruhestand 2015 war er als wissenschaftlicher Bibliothekar an der Universitätsbibliothek Freiburg tätig, seit 2001 im Rang eines Bibliotheksdirektors. Neben der Betreuung mehrerer Fachreferate war er zuletzt Leiter des Dezernats Informationsdienste und zuständig für das Bibliothekssystem der Universität Freiburg.
Sühl-Strohmenger war über viele Jahre im Vorstand und anderen Gremien des Vereins Deutscher Bibliothekare tätig und wirkt mit Lehraufträgen an verschiedenen Hochschulen. Seine Arbeitsschwerpunkte und Veröffentlichungen liegen vor allem im Bereich der Informationskompetenz, der Funktion von Hochschulbibliotheken als Orte des Lernens und Schreibens und den Aufgaben des Bibliothekspersonals im digitalen Zeitalter.

## Veröffentlichungen (Auswahl)
Selbständige Werke
- Horizonte von Bildung und Allgemeinbildung. Der Bildungsbegriff der Gegenwart im Brennpunkt von Persönlichkeits-, Gesellschafts- und Wissenschaftsorientierung, Konsequenzen für das Verständnis von Allgemeinbildung heute und für die Lehrplangestaltung (= Europäische Hochschulschriften, Reihe 11, Bd. 205). Lang, Frankfurt/M. 1984, ISBN 3-8204-5487-X (Dissertation Universität Freiburg).
- Das Bibliothekssystem der Albert-Ludwigs-Universität Freiburg im Breisgau. Bestandsaufnahme und Ausblick (= Schriften der Universitätsbibliothek Freiburg im Breisgau, Bd. 14). Freiburg 1989 (PDF).
- Die Historische Bibliothek der Stadt Rastatt. Ihr Stellenwert unter den deutschen, insbesondere den baden-württembergischen Gymnasialbibliotheken (= Vortragsreihe der Historischen Bibliothek der Stadt Rastatt im Ludwig-Wilhelm-Gymnasium, Bd. 4). Stadtverwaltung Rastatt 1991, ISBN 3-923082-07-X.
- (Bearb.): Die Universitätsbibliothek Freiburg im Spiegel der Presse 1967–1994 (= Schriften der Universitätsbibliothek Freiburg im Breisgau, Bd. 18). Freiburg 1995, ISBN 3-928969-03-X.
- (mit Claudia Lux): Teaching library in Deutschland. Vermittlung von Informations- und Medienkompetenz als Kernaufgabe für Öffentliche und Wissenschaftliche Bibliotheken (= BIT online. Innovativ, Bd. 9). Dinges & Frick, Wiesbaden 2004, ISBN 3-934997-11-2.
- Digitale Welt und wissenschaftliche Bibliothek – Informationspraxis im Wandel. Determinanten, Ressourcen, Dienste, Kompetenzen. Eine Einführung (= Bibliothekspraxis, Bd. 11). Harrassowitz, Wiesbaden 2008, ISBN 3-447-05741-6.
- (Hrsg.): Handbuch Informationskompetenz. De Gruyter Saur, Berlin 2012, ISBN 3-11-025473-5.
- Teaching Library. Förderung von Informationskompetenz durch Hochschulbibliotheken. De Gruyter Saur, Berlin 2012, ISBN 3-11-027295-4.
- (mit Ulrike Hanke u. Martina Straub): Informationskompetenz professionell fördern. Ein Leitfaden zur Didaktik von Bibliothekskursen. De Gruyter Saur, Berlin 2013, ISBN 3-11-027371-3.
- (Hrsg., mit Konstanze Söllner): Handbuch Hochschulbibliotheksysteme. Leistungsfähige Informationsinfrastrukturen für Wissenschaft und Studium. De Gruyter Saur, Berlin 2014, ISBN 978-3-11-030991-1.
- (Hrsg., mit Martina Straub): Handbuch Informationskompetenz. De Gruyter Saur, Berlin 2016, ISBN 978-3-11-057830-0.
- (mit Ulrike Hanke): Bibliotheksdidaktik. Grundlagen zur Förderung von Informationskompetenz (= Bibliotheks- und Informationspraxis, Bd. 58). De Gruyter Saur, Berlin 2016, ISBN 978-3-11-035241-2.
- (mit Jan-Pieter Barbian): Informationskompetenz. Leitbegriff bibliothekarischen Handelns in der digitalen Informationswelt (= BIT online. Innovativ, Bd. 67). Dinges & Frick, Wiesbaden 2017, ISBN 978-3-934997-85-1.
- (Hrsg., mit Ladina Tschander): Praxishandbuch Schreiben in der Hochschulbibliothek. De Gruyter Saur, Berlin 2019, ISBN 978-3-11-059116-3.
- (mit Martina Straub): Wissenschaftliche Bibliotheken als Orte des Schreibens. Infrastrukturen, Ressourcen, Services. De Gruyter Saur, Berlin 2021, ISBN 978-3-11-071190-5.
- (Mithrsg.): Hochschulbibliotheken auf dem Weg zu Lernzentren. Beispiele aus Deutschland, Österreich und der Schweiz (= BIT online. Innovativ, Bd. 80). b.i.t. Verlag, Wiesbaden 2021, ISBN 978-3-9821824-3-8.
- (Hrsg., mit Inka Tappenbeck): Praxishandbuch wissenschaftliche Bibliothekar:innen. Wandel von Handlungsfeldern, Rollen und Perspektiven im Kontext der digitalen Transformation. De Gruyter Saur, Berlin 2024, ISBN 978-3-11-079004-7.

Aufsätze
- Altbestände baden-württembergischer Gymnasialbibliotheken. Beispiele ihrer Erschließung. In: Engelbert Plassmann (Hrsg.): Wissenschaftliche Bibliotheken im vereinten Deutschland (= Zeitschrift für Bibliothekswesen und Bibliographie, Sonderhefte, Bd. 54). Klostermann, Frankfurt/M. 1992, 133–149, ISBN 3-465-02533-4.
- Das wissenschaftliche Bibliothekswesen in Baden-Württemberg. In: Zeitschrift für Bibliothekswesen und Bibliographie, Bd. 41 (1994), S. 139–163.
- 10 Jahre EOCOR-Kooperation der Bibliotheken am Oberrhein. In: Margit Rützel-Banz (Hrsg.): Grenzenlos in die Zukunft. 89. Deutscher Bibliothekartag in Freiburg im Breisgau 1999 (= Zeitschrift für Bibliothekswesen und Bibliographie, Sonderhefte, Bd. 77). Klostermann, Frankfurt/M. 2000, S. 15–30, ISBN 3-465-03062-1.
- Zur Gruppenzugehörigkeit des wissenschaftlichen Bibliotheksdienstes in der Hochschule – die Problematik aus der Sicht des Vereins Deutscher Bibliothekare e.V. (VDB). In: Margit Rützel-Banz (Hrsg.): Bibliotheken – Portale zum globalen Wissen (= Zeitschrift für Bibliothekswesen und Bibliographie, Sonderhefte, Bd. 81). Klostermann, Frankfurt/M. 2001, S. 167–178, ISBN 3-465-03159-8.
- (mit Bärbel Schubel): Literatur- und Informationsversorgung im Freiburger Bibliothekssystem. 35 Jahre Bibliotheksreform an der Albert-Ludwigs-Universität. In: Erland Kolding Nielsen (Hrsg.): Die innovative Bibliothek. Elmar Mittler zum 65. Geburtstag. Saur, München 2005, S. 51–66, ISBN 3-598-11731-0.
- Wissenschaftliche Bibliothekare im digitalen Zeitalter. Konstanten und Veränderungen vor dem Hintergrund Freiburger Erfahrungen aus drei Jahrzehnten. in: Michael Becht (Hrsg.): ZusammenKlang. Festschrift für Albert Raffel. Herder, Freiburg/Br. 2009, S. 129–140, ISBN 978-3-451-30243-5.
- Der Bibliothekartag im 21. Jahrhundert – aus der Sicht der Teilnehmer. In: Felicitas Hundhausen u. a. (Hrsg.): 100. Deutscher Bibliothekartag. Festschrift. Olms, Hildesheim 2011, S. 199–224, ISBN 3-487-14509-X.